# Les Roses de la vie (film)
Pour l’article homonyme, voir Les Roses de la vie.
Les Roses de la vie est un court métrage français réalisé en 1962 par Paul Vecchiali, sorti en 1963.

## Synopsis
Une vieille dame décide de revoir la maison où elle a vécu il y a longtemps. 

## Fiche technique
- Titre : Les Roses de la vie
- Réalisation : Paul Vecchiali
- Scénario : Paul Vecchiali
- Dialogues : Denis Epstein
- Photographie : Georges Strouvé
- Musique : Gioacchino Rossini
- Montage : Alain Weber
- Production : Les Films Roger Leenhardt
- Durée : 20 minutes
- Date de sortie : 1963
- Visa : n° 27099 (délivré le 17 janvier 1963)

## Distribution
- Germaine de France
- Jean Eustache
- Sonia Saviange
- Rosette Zucchelli
- Michèle Marinie